# Hluboká nad Vltavou
Hluboká nad Vltavou (in tedesco Frauenberg) è una città della Repubblica Ceca facente parte del distretto di České Budějovice, in Boemia Meridionale.

## Il castello di Hluboká
Una fortezza gotica era stata fondata nello stesso luogo alla metà del XIII secolo, quando la dinastia dei Přemislidi prese il potere su tutta la Boemia.
Nel 1661 il castello e la città di Hluboká furono acquistati dalla famiglia Schwarzenberg.
Il castello fu rimaneggiato diverse volte, l'ultima delle quali è stata negli anni 1839-1871, quando l'edificio fu completamente ricostruito in uno stile neogotico ispirato al castello di Windsor, come sede di rappresentanza degli Schwarzenberg. Autori della ricostruzione furono gli architetti austriaci Franz Beer e Ferdinand Deworetzky.
Gli interni di rappresentanza conservano preziose collezioni di arazzi e tappezzerie fiamminghe, armi, mobili e quadri.
L'ampio parco all'inglese presenta interesse naturalistico e paesaggistico; all'interno del parco è presente anche un maneggio, che oggi è sede di esposizioni d'arte.
Nel 1947 il complesso del castello è stato nazionalizzato.

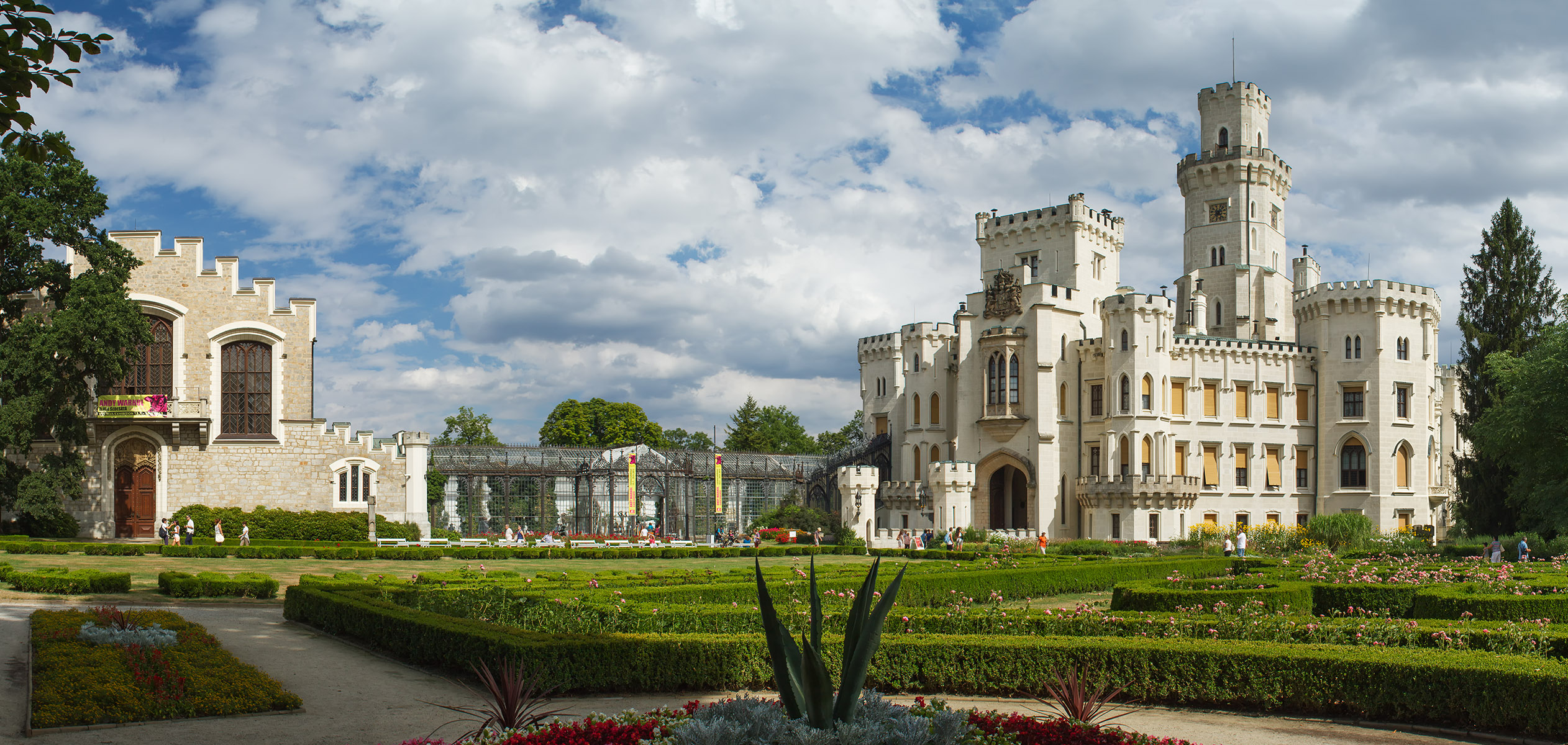
Il complesso del castello
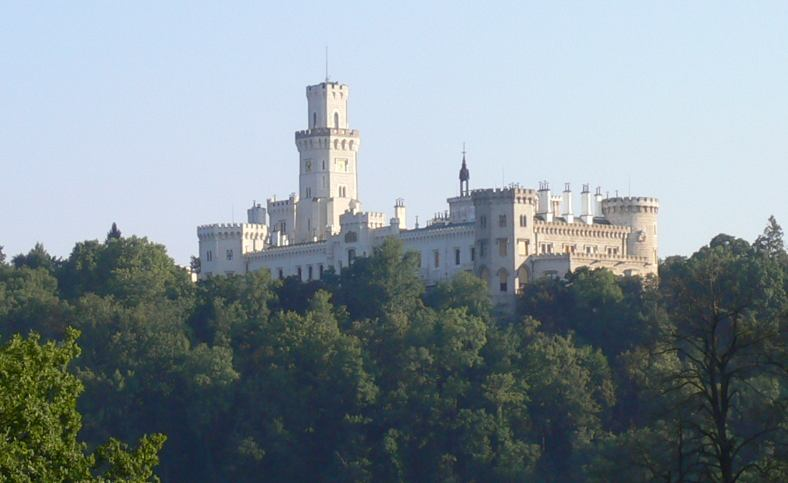
Il castello di Hluboká
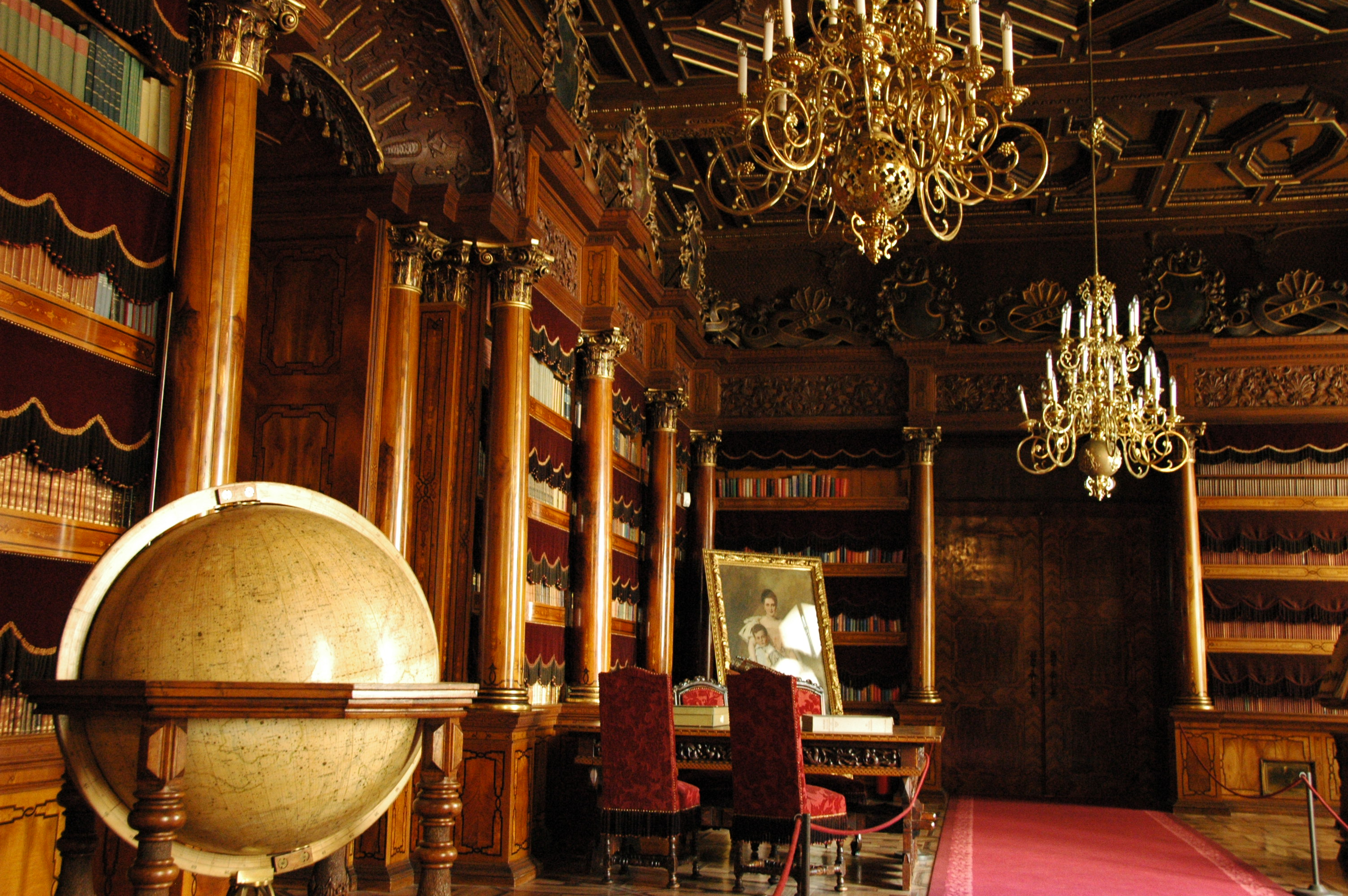
La biblioteca
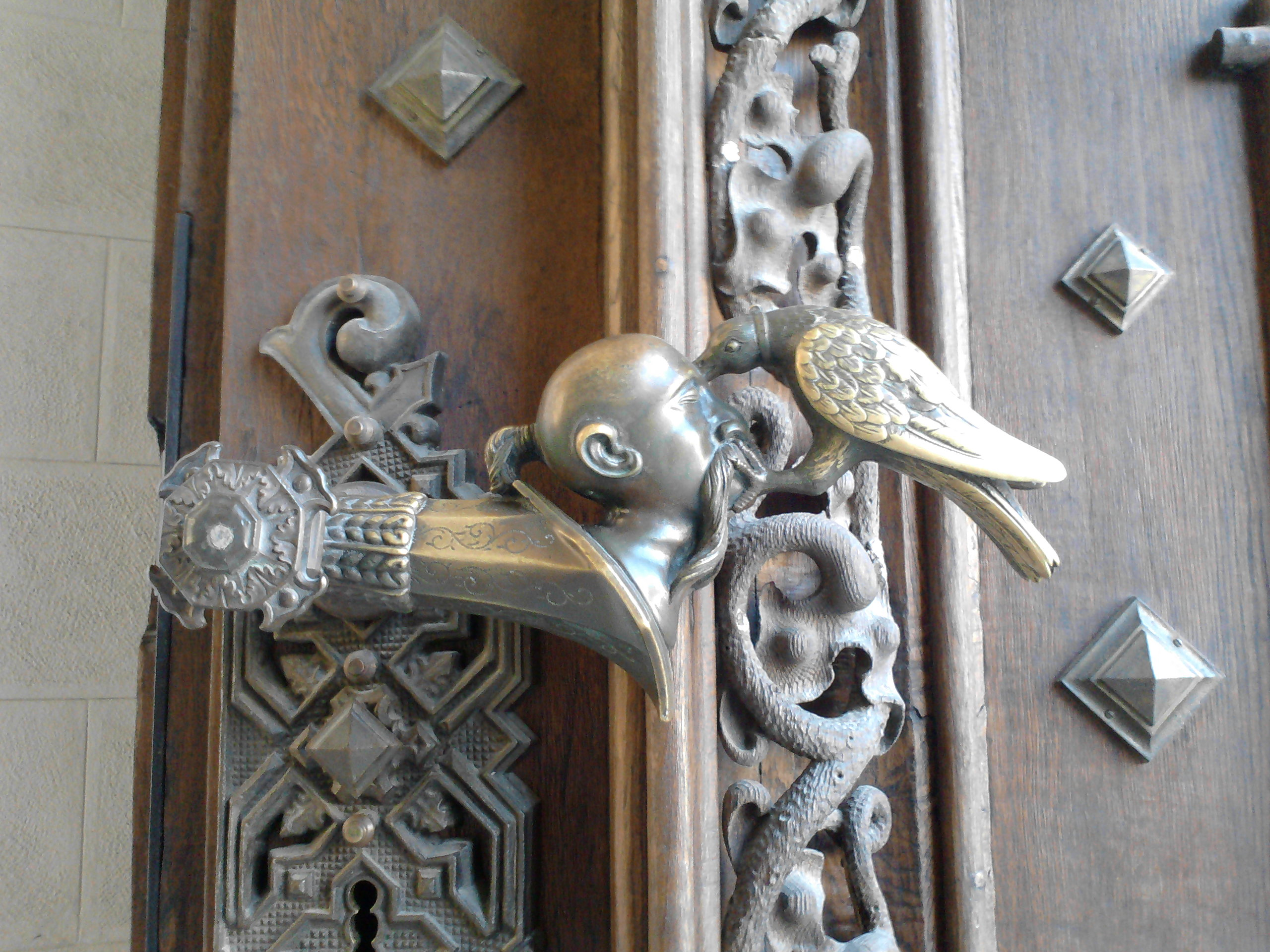
Dettaglio dell'arredo

## Il castello di Ohrada
Nel territorio comunale di Hluboká rientra anche il castello di Ohrada, una residenza di caccia barocca edificata per il feldmaresciallo austriaco Adamo Francesco Carlo di Schwarzenberg, la cui costruzione fu ultimata nel 1713.
Fin dal 1842 nel castello è stato allestito un museo sulle foreste, la caccia e la pesca, e dal 1938 vicino al castello è stato creato un giardino zoologico, aperto tutto l'anno.

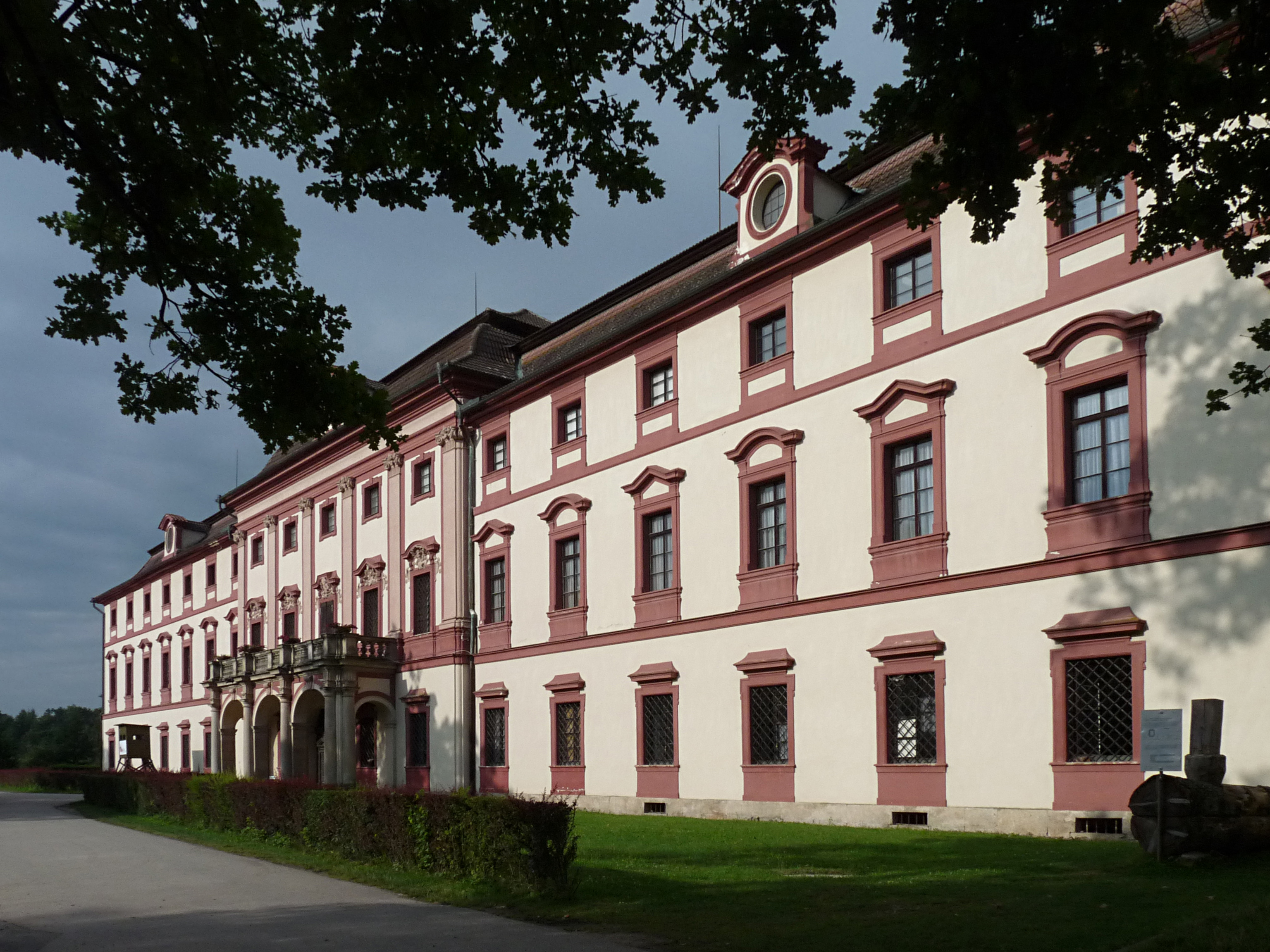
Facciata del castello di Ohrada
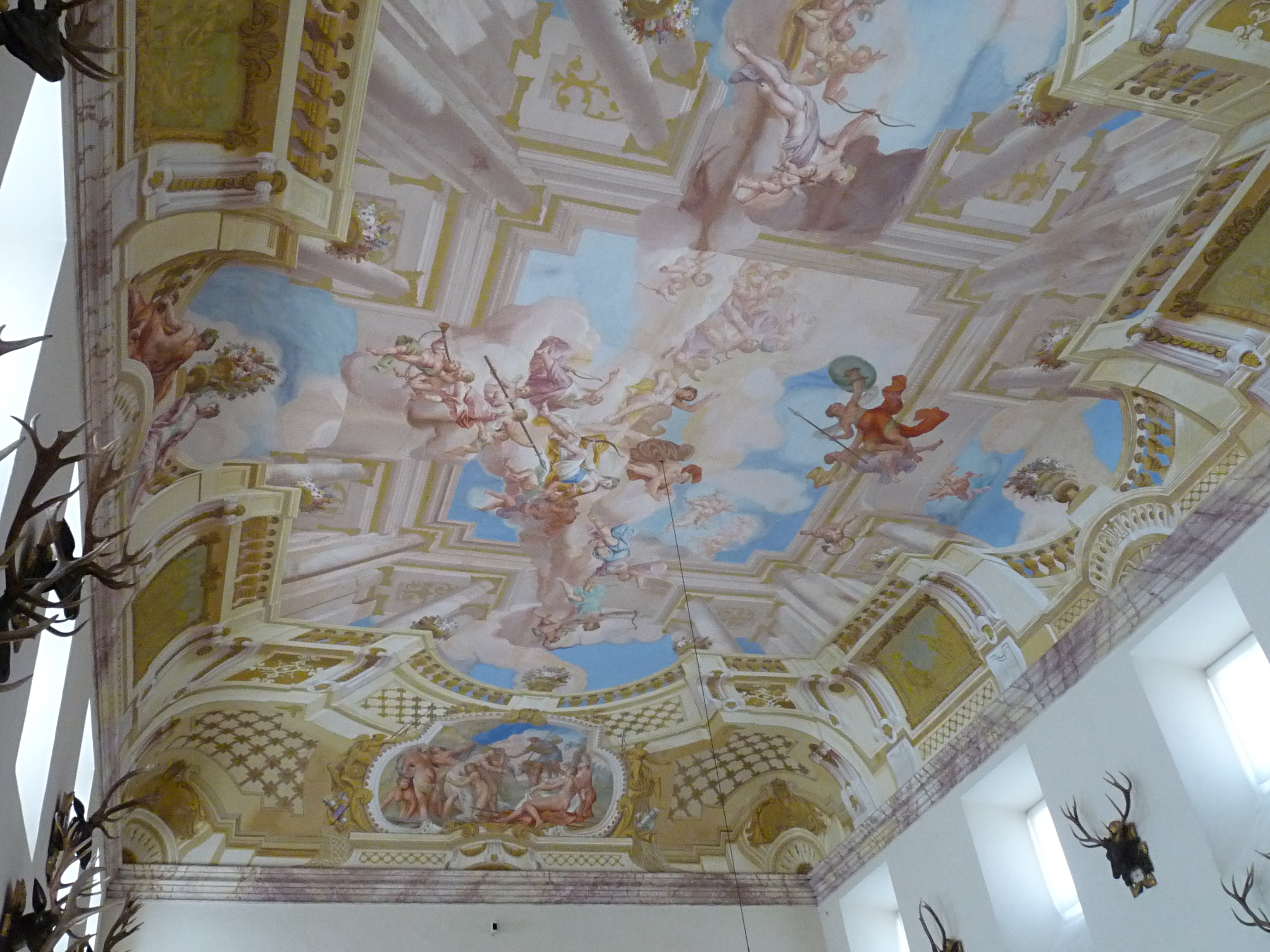
Soffitto affrescato
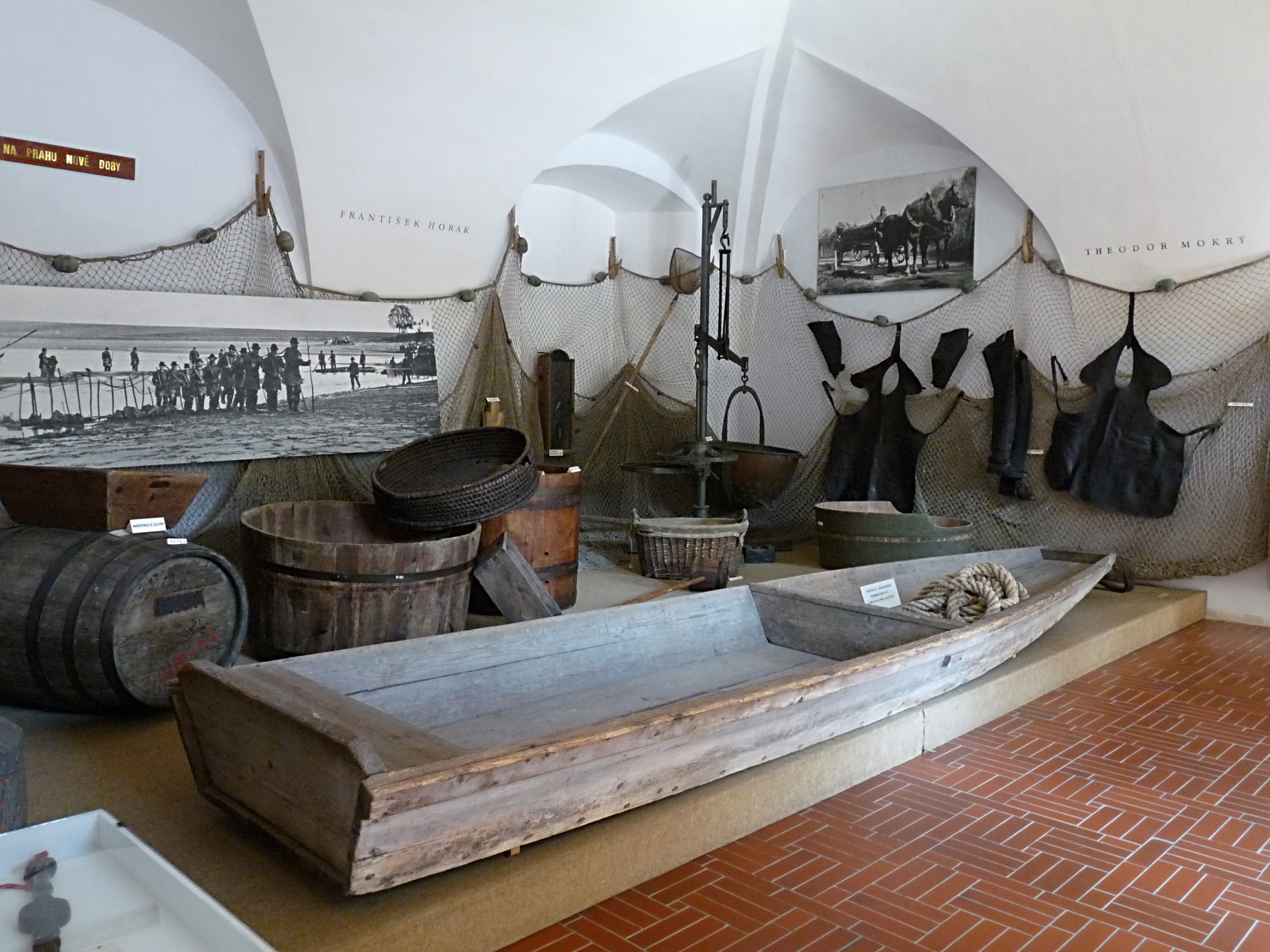
Allestimento museale
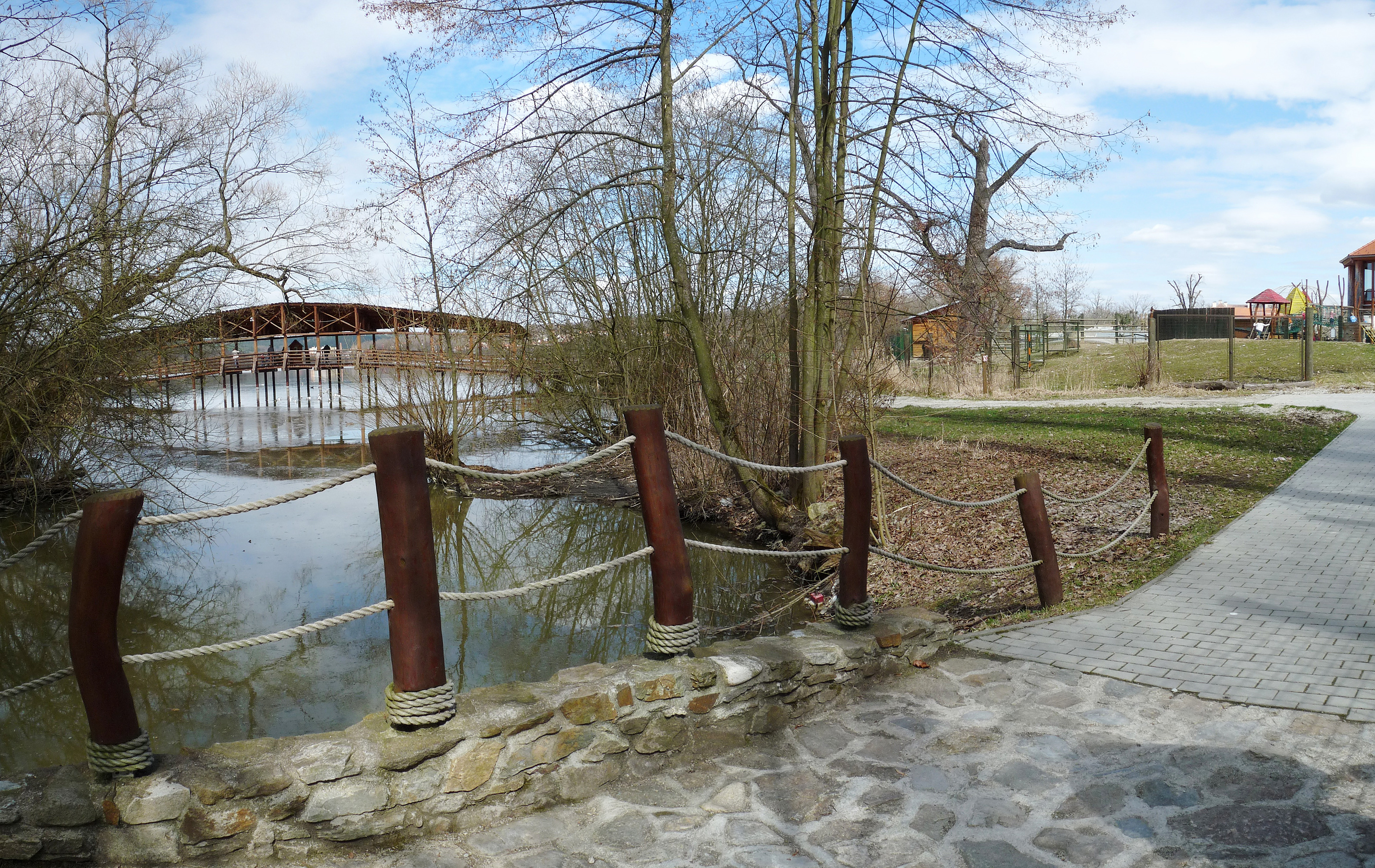
Interno dello zoo di Ohrada

## Amministrazione

### Gemellaggi
- Bolligen
- Grein
- Neustadt an der Aisch